# Putterlickia pyracantha
Putterlickia pyracantha är en benvedsväxtart som först beskrevs av Carolus Linnaeus, och fick sitt nu gällande namn av Szyszylowicz. Putterlickia pyracantha ingår i släktet Putterlickia och familjen Celastraceae. Inga underarter finns listade.